# Instituut voor Stad en Landschap van Zuid-Holland
Het Instituut Stad en Landschap van Zuid-Holland was een vereniging in de provincie Zuid-Holland die zich inzette voor verantwoorde bouw en  behoud van archeologisch en historisch waardevolle elementen in die provincie.
De vereniging werd op 8 december 1928 opgericht vanuit zorg over de kwaliteit van de architectuur en plaatsing van gebouwen.
De latere minister Wim Schut was jarenlang directeur. Binnen de vereniging functioneerden diverse commissies zoals een welstandscommissie, landschapscommissie, monumentencommissie en een commissie stedebouw. Het Instituut voor Stad en Landschap van Zuid-Holland speelde een belangrijke rol bij de oprichting van de Stichting Het Zuid-Hollands Landschap in 1934. 
Een van de belangrijkste taken was het adviseren van gemeenten. De vereniging beschikte omstreeks 1970 over een staf van 160 medewerkers en had een omzet van 5 miljoen gulden. Er waren naast ruim 80 particulieren ook bijna 150 gemeenten aangesloten bij  vereniging.
Omdat ook buiten Zuid-Holland behoefte was aan dergelijke adviezen werd in 1968 de Stichting „Stad en Landschap" opgericht met vrijwel dezelfde doelstellingen als de vereniging.
In 1972 werd besloten dat de vereniging zou stoppen met de adviestaken op het terrein van de ruimtelijke ordening. Andere taken bleven bestaan, zoals advisering van het publiek  en activiteiten ten behoeve van de monumenten.
Als naam werd gekozen Dorp, Stad en Land die eveneens opereerde als adviseur voor vragen op het vlak van architectuur, cultureel erfgoed, landschap en stedenbouw. Naast de vereniging kwam er een gelijknamige stichting die via personele unies nauw met de vereniging verbonden is. De leden van de Raad van Toezicht van de stichting zijn dezelfde als de bestuursleden van de vereniging.